# Beaulieu-sur-Sonnette
Beaulieu-sur-Sonnette è un comune francese di 295 abitanti situato nel dipartimento della Charente, nella regione della Nuova Aquitania.

## Società

### Evoluzione demografica
Abitanti censiti